# Anadara camerunensis
Anadara camerunensis ist eine Muschel-Art aus der Familie der Archenmuscheln (Arcidae) in der Ordnung der Arcida. Sie kommt vor den Küsten Kameruns vor.

## Merkmale
Das Gehäuse ist leicht ungleichklappig, die linke Klappe ist etwas größer als die rechte Klappe. Die Gehäuse werden bis 16,4 mm hoch und 15,1 mm lang (meist nur um 11 bis 12 mm lang). Das Gehäuse ist im Umriss schief-oval bis grob-rhomboidal und immer höher als lang; das Längen-/Höhen-Verhältnis variiert von 0,87 bis 0,95. Das Gehäuse ist zudem stark gebläht, die Dicke erreicht fast den Wert der Gehäuselänge. Der Dorsalrand ist gerade und bildet mit dem Hinterrand einen flachen, gerundeten Winkel. Der Hinterrand ist lang und schwach gerundet und fällt schräg ab. Der Übergang Hinterrand zum Ventralrand ist eng(er) gerundet. Der Ventralrand geht in den Vorderrand ohne merkliche Änderung der Biegung über. Die Gehäuse sind auch stark ungleichseitig, die Wirbel befinden sich in der vorderen Gehäusehälfte. Sie sind kräftig ausgebildet und leicht nach vorne eingedreht. Der Abstand der beiden Wirbel ist mäßig groß.
Das Ligament ist anfangs in der Ontogenie opisthodetisch, später amphidetisch. Die dorsale Area ist vor den Wirbel etwas breiter als hinter den Wirbeln. Die Area ist aber vor den Wirbeln etwas kürzer. Die drei Winkel (chevrons) stehen vergleichsweise weit auseinander.
Das Schloss ist taxodont, die Schlossplatte ist dick und an der Unterseite schwach konkav gebogen. Die Schlosszähne sind klein und stehen mehr oder weniger senkrecht. Sie bilden zwei Gruppen von Zähnchen, die aber mittig kaum getrennt sind. Die vordere Gruppe besteht aus 17 Zähnchen, die hintere Gruppe ebenfalls aus 17 Zähnchen. Die Zähnchen stehen mehr oder weniger senkrecht auf der Schlossplatte und sind gerade bis leicht winklig.
Die weißliche Schale ist sehr dick und fest; die Gehäuse sind vergleichsweise schwer. Die Ornamentierung besteht aus 21 bis 22 radiale Rippen, die unterschiedlich stark beknotet sind. Bei der rechten Klappe tragen die vorderen 9 bis 11 Rippen Knötchen, bei der linken Klappe sind die vorderen 13 bis 14 Rippen stark beknotet. Das Periostracum ist nur ein dünner, rostbrauner Überzug. In den Zwischenräumen der Rippen ist das Periostracum zu langen Borsten ausgezogen; am Hinterende ist das Periostracum sogar zu langen, steifen Haaren ausgezogen.

## Ähnliche Arten
Anadara camerunensis unterscheidet sich von der sympatrisch vorkommenden Art Anadara senegalensis durch die Gehäuse, die bei der letzteren Art doppelt so groß sind, ein größeres Längen-/Breiten-Verhältnis haben und etwas weniger schief sind. Die Gehäuse haben 22 bis 23 Rippen gegen 21 bis 22 Rippen bei Anadara camerunensis.

## Geographische Verbreitung und Lebensraum
Die Art wurde bisher nur an den Küsten von Kamerun gefunden, wo sie sympatrisch mit Anadara senegalensis vorkommen kann. Die Tiere leben eingegraben in schlammigen Böden von etwa 5 Meter bis in etwa 24 Meter Wassertiefe.

## Taxonomie
Das Taxon wurde 1993 von Graham Oliver und Rudo von Cosel aufgestellt. Es ist in der MolluscaBase als gültiges Taxon anerkannt.

## Einzelnachweis
1. ↑  MolluscaBase: Anadara camerunensis P. G. Oliver & Cosel, 1993